# Hymn Gwinei Bissau
Esta é a Nossa Pátria Bem Amada („Jesteś naszą Ojczyzną umiłowaną”) – hymn państwowy Gwinei Bissau. Został on przyjęty w 1974 roku. Muzykę napisał Xiao He, a słowa Amilcar Cabral.
W latach 1975–1996 pieśń funkcjonowała także jako hymn Republiki Zielonego Przylądka.

## Oficjalne słowa portugalskie
Sol, suor e o verde e mar,
Séculos de dor e esperança:
Esta é a terra dos nossos avós!
Fruto das nosas mãos,
Da flôr do nosso sangue:
Esta é a nossa pátria amada.
Viva a pátria gloriosa!
Floriu nos céus a bandeira da luta.
Avante, contra o jugo estrangeiro!
Nós vamos construir
Na patria immortal
A paz e o progresso!
Ramos do mesmo tronco,
Olhos na mesma luz:
Esta é a força da nossa união!
Cantem o mar e a terra
A madrugada eo sol
Que a nossa luta fecundou.
Viva a pátria gloriosa!
Floriu nos céus a bandeira da luta.
Avante, contra o jugo estrangeiro!
Nós vamos construir
Na patria immortal
A paz e o progresso!